# Fidži
Fidži (anglicky  Fiji, fidžijsky Matanit ko Viti, fidžijskou hindštinou फ़िजी, Fijī), plným názvem Fidžijská republika, je stát v Oceánii. Jeho nejbližšími sousedy jsou souostroví Vanuatu (asi 800 km na západ), Samoa (asi 700 km na severovýchod) a Tonga (asi 500 km na východ). Od Austrálie leží asi 2600 km na východ, od Nového Zélandu asi 1800 km na sever.
Dva největší ostrovy jsou Viti Levu a Vanua Levu. Hlavní město Suva na jihovýchodě Viti Levu je zároveň největším městem. Další města jsou Nadi na západním pobřeží Viti Levu, u kterého je umístěno mezinárodní letiště, a Lautoka asi 30 km severně od Nadi.

## Dějiny

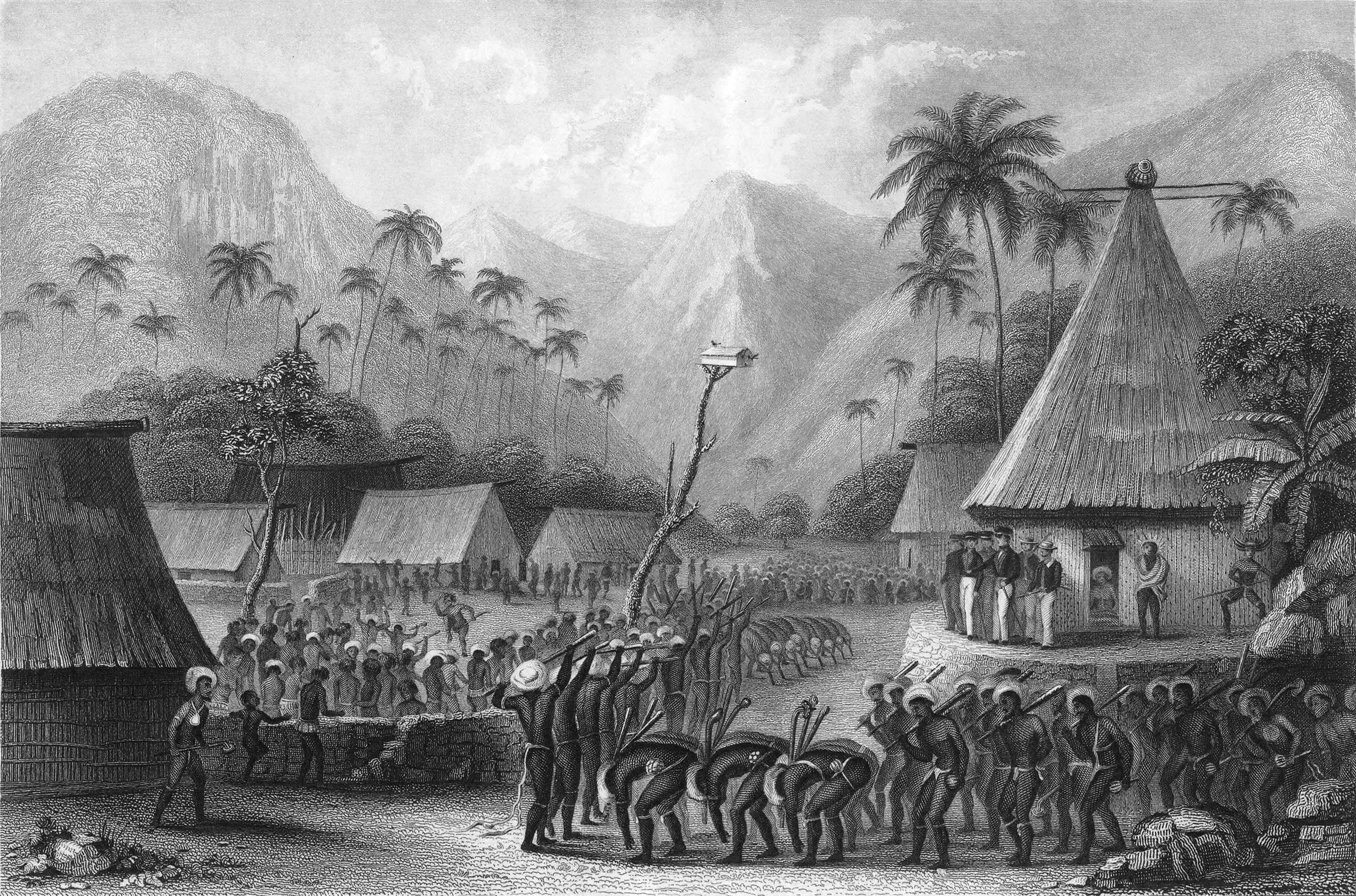
Setkání Fidžijců s Evropany v 19. století

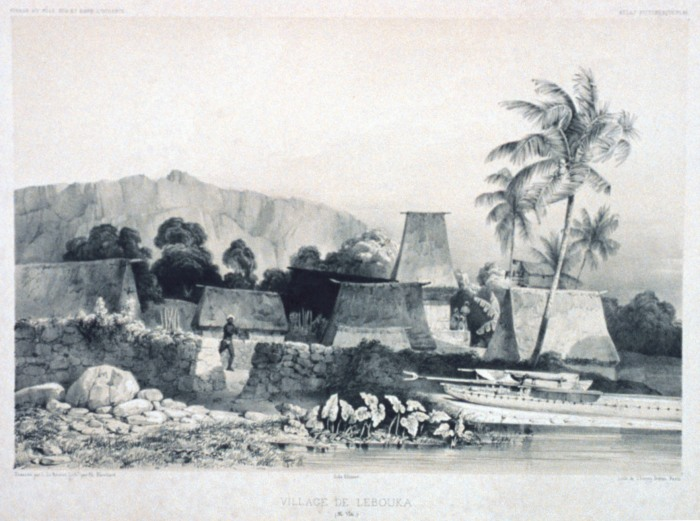
Levuka, 1842

Ostrovy byly osídleny před více než 3000 lety. První obyvatelé Fidži přišli z jihovýchodní Asie dlouho před prvním kontaktem s evropskými průzkumnými výpravami v 17. století.
Natrvalo se zde Evropané usadili až v 19. století. Ostrovy přišly pod britskou správu jako kolonie v roce 1874. V roce 1970 získaly nezávislost. V roce 1987 došlo k porušení demokratických principů, během dvou vojenských převratů, nepokoji vyvolanými sílícím vlivem indofidžijské komunity.
V roce 1990 ústava uzákonila fidžijskému etniku kontrolu v zemi, avšak vedla k silné emigraci Indů. Silný populační úbytek měl za následek ekonomické obtíže, ale byla zajištěna převaha Melanésanů.
Dodatky uzákoněné v roce 1997 upravily ústavu do spravedlivější podoby. Svobodné míruplné volby v roce 1999 skončily vládou vedenou Indofidžijci. O rok později byla sesazena převratem vedeným konzervativním fidžijským nacionalistou  Georgem Speightem. Demokracie byla obnovena koncem roku 2000 a Laisenia Qarase, který vedl prozatímní vládu, byl zvolen premiérem. Fidžijské členství ve Společenství národů bylo pozastaveno v návaznosti na protidemokratické aktivity spojené s pučem z roku 2000 a dalšího puče v roce 2006.
Dne 5. prosince 2006 zde došlo k vojenskému převratu, při němž armáda pod vedením Franka Bainimaramy svrhla údajně slabou zkorumpovanou vládu Laisenia Qaraseho, která vzešla z demokratických voleb v květnu 2006. Frank Bainimarama dočasně převzal veškeré prezidentské pravomoci a slíbil brzké uspořádání demokratických voleb, ale jejich termín neupřesnil. 4. ledna 2007 předal prezidentský úřad zpět Ratu Josefa Iloilovi a následující den byl ustanoven dočasným předsedou vlády. Okolní státy i mezinárodní organizace považují puč za nezákonný a země byla kvůli němu vyloučena z Commonwealthu.
Vzhledem k velikosti země má Fidži mimořádné ozbrojené síly a dlouhodobě patří mezi hlavní přispěvatele mírových sil OSN.
20. února 2016 zasáhla souostroví tropická cyklóna Winston, nejsilnější zaznamenaná bouře v historii měření v jižním Tichomoří. Živel zničil stovky domů a zabil nejméně 21 lidí.

## Státní symboly

### Vlajka
Fidžijská vlajka je tvořena světle modrým listem o poměru stran 1:2 s Union Jackem v kantonu a štítem státního znaku ve vlající části.

### Znak
Fidžijský státní znak je tvořen stříbrným štítem, rozděleným červeným svatojiřským křížem na čtyři pole. V prvním poli jsou tři zelené stvoly cukrové třtiny, ve druhém zelená kokosová palma, ve třetím stříbrná holubice se zelenou olivovou snítkou v zobáku a ve čtvrtém zlatý trs banánů. V červené hlavě štítu je zlatý anglický lev s hnědým kakaovým bobem v tlapách. Nad štítem je stříbrnočervená točenice, nad ní místní loď s plachtou. Štítonoši jsou dva melanéští bojovníci v suknicích a s tradičními zbraněmi. Pod štítem je růžovostříbrná (zlatě podšitá) stuha s nápisem Rerevaka na Kalou ka doka na Tui (česky Boha se boj a krále cti).

### Hymna
Fidžijská hymna je píseň Meda Dau Doka. Melodie byla upravena roku 1911 z písně Charlese Austina Milese Dwelling in Beulah Land. Text a hudbu napsal Michael Francis Alexander Prescott.

## Geografie

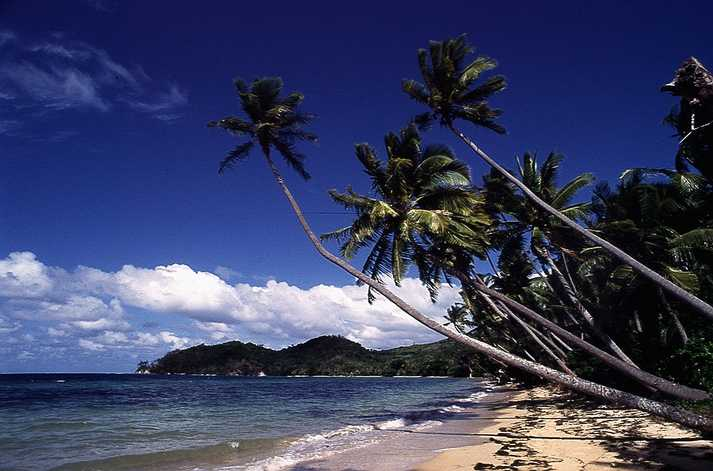
Pláž na ostrově Kandavu

Fidži je osamocené souostroví 322 ostrovů vulkanického nebo korálového původu ležících v tropickém pásmu v Tichém oceánu. Leží asi 1000 km východně od Nové Kaledonie. Ostrovy jsou hornaté. Nejvyšší horou země je vyhaslá sopka Tomanivi vysoká 1323 m n. m.
Fidži leží v oblasti tropického vlhkého podnebí na jižní polokouli. Nejteplejším měsícem je leden, nejchladnějším červenec. Roční úhrn srážek se pohybuje od 2500 mm do 3300 mm. V období od listopadu do dubna, kdy prší nejvydatněji, ostrovům hrozí cyklony.
45 % plochy ostrovů je zalesněno. Tuto plochu zaujímají vždyzelené tropické lesy, opadavé lesy a savany. Rostou zde kokosové palmy, bambus a některé vzácné dřeviny. Ostrovy jsou domovem sov, papoušků, plazů a hmyzu. Ve vodách šelfových moří mají svůj domov ryby a korálnatci. Savce sem přivezli až kolonizátoři.

## Politický systém

### Výkonná moc

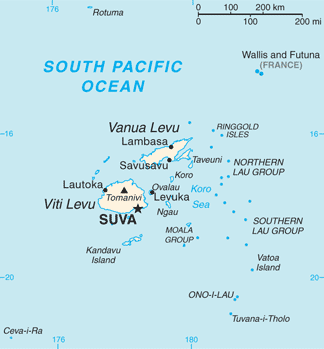
Mapa Fidži

Hlavou státu je prezident, volený velkou radou (Great Council of Chiefs) po pětileté období. Ačkoliv je jeho funkce převážně čestné povahy, vytvořená po vzoru britské monarchie, prezident má jisté rezervní síly, jež mohou být využity v případě národní krize. Je také vrchní velitel ozbrojených sil. Prezident formálně jmenuje premiéra, který se musí spoléhat na podporu většiny v poslanecké sněmovně.

### Zákonodárná moc
Fidžijský parlament je dvojkomorový. Sněmovna reprezentantů má 71 členů. 25 z nich je voleno univerzálními volebními hlasy. Zbývajících 46 je rezervováno pro komunity fidžijského etnika a jsou voleny z komunálních volebních listů: 23 Fidžijců, 19 Indofidžijců, 1 Rotuman a 3 všeobecní (Evropané, Číňané a další menšiny). Horní komora parlamentu, senát, má 32 členů, formálně jmenovaných prezidentem z nominací velkého sněmu (14), premiéra (9), hlavní opozice (8) a Rotumského sněmu (1). Menší vliv nežli sněmovna reprezentantů má senát, jež nemůže iniciovat legislativní úpravy, ale může je zamítnout nebo upravit.

### Soudní moc
Soustavu soudů tvoří smírčí soudci (magistrates), vrchní soud (High court), odvolací soud (Court of appeal) a nejvyšší soud (Supreme court).

### Ozbrojené síly
- Ozbrojené síly Fidžijské republiky (Republic of Fiji Military Forces (RFMF) – fidžijská armáda má 3 500 mužů v aktivní službě a 6 000 mužů v záloze, v námořnictvu slouží 300 mužů, letectvo v současné době neexistuje.

Pozemní vojsko tvoří Fidžijský pěší pluk (Fiji Infantry Regiment) – pravidelné a teritoriální síly jsou organizovány do šesti lehkých pěších praporů, Fidžijského ženijního pluku (Fiji Engineer Regiment), jednotky logistické podpory (Logistic Support Unit) a vojenské výcvikové skupiny (Force Training Group). Dva z pravidelných praporů tradičně slouží v zahraničních mírových misích.
- Fidžijské policejní síly (Fiji Police Force)[3]
- Fidžijská vězeňská služba (Fiji Corrections service)[4]

## Administrativní dělení

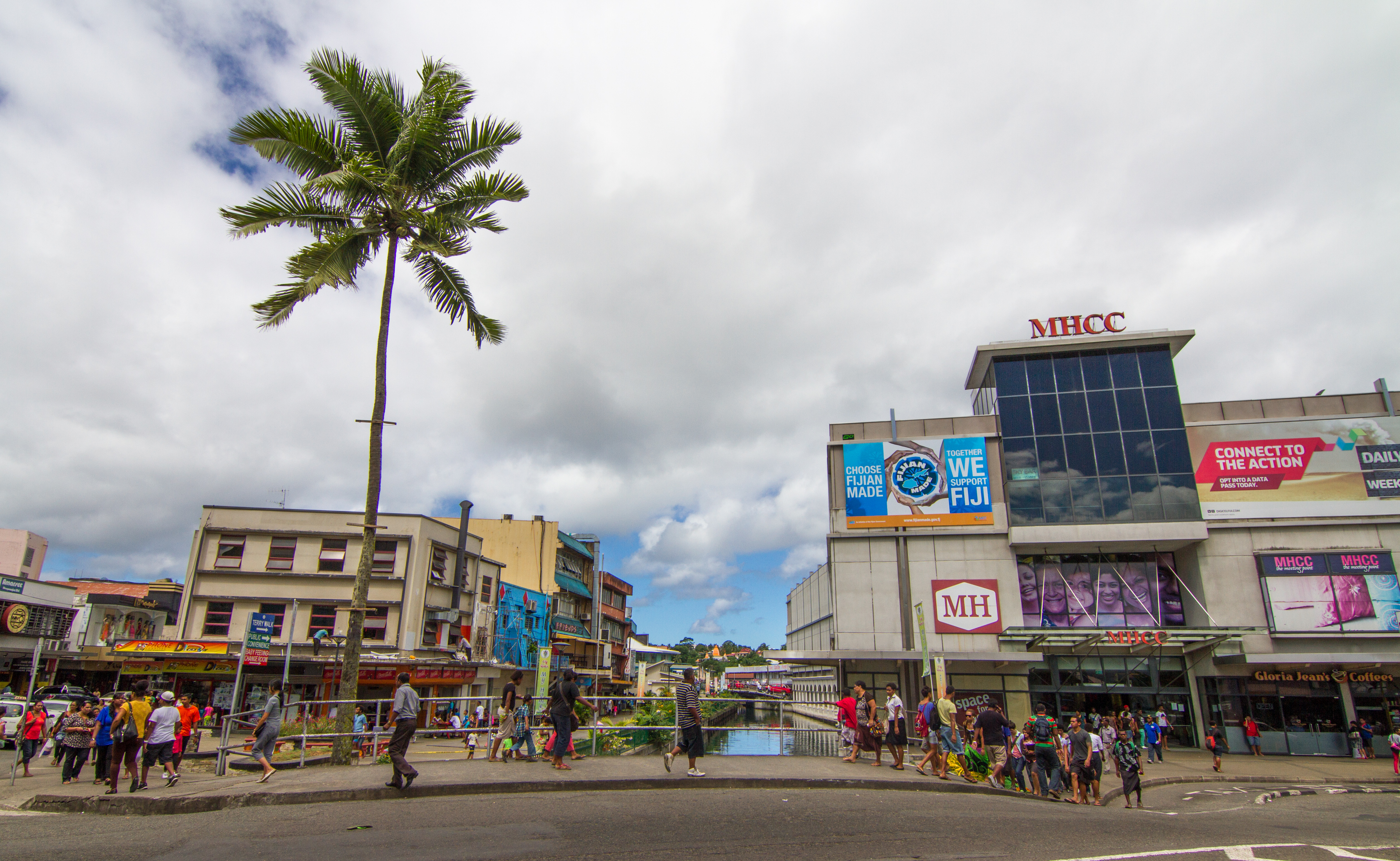
Hlavní město Suva

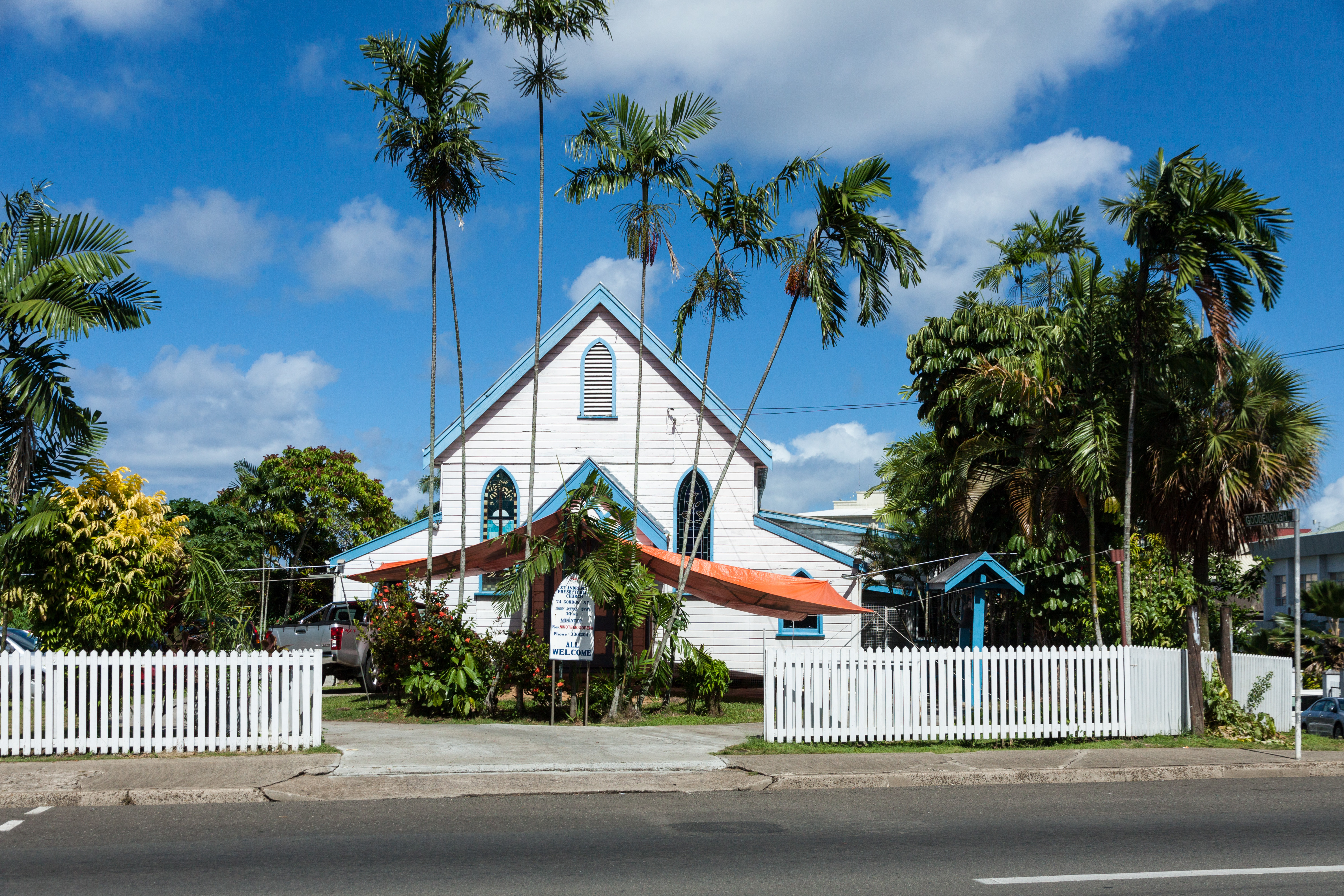
Presbyteriánský kostel na Fidži

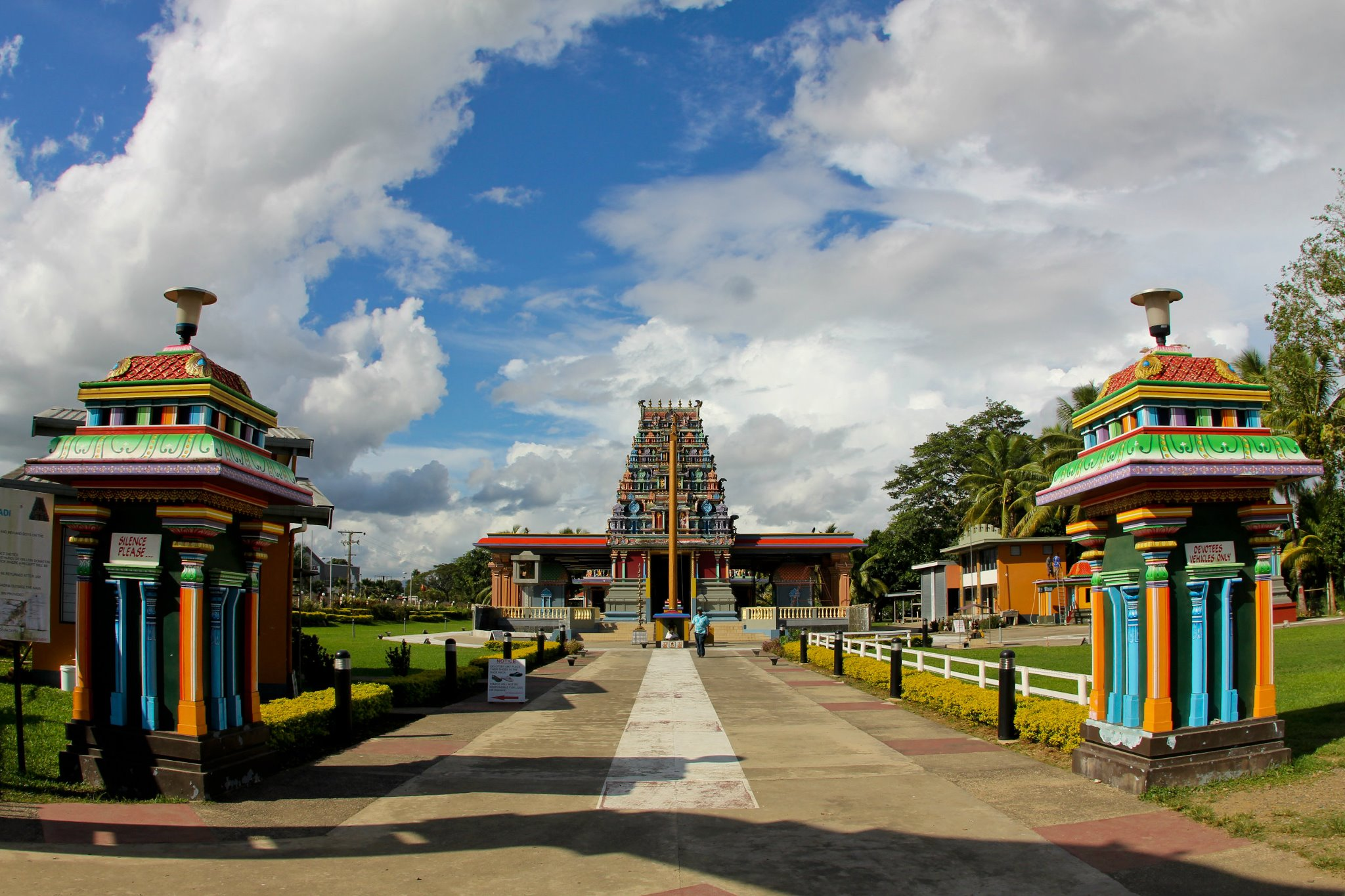
Hinduistický chrám na Fidži

Fidži je rozděleno do čtyř správních obvodů (hlavní města v závorkách):
- centrální obvod (Suva)
- severní obvod (Labasa)
- východní obvod (Levuka)
- západní obvod (Lautoka)

Tyto obvody jsou dále rozděleny do čtrnácti provincií.
Ostrov Rotuma, severně od hlavního souostroví, má statut závislého území s vnitřní autonomií. Statisticky je zahrnut do východního obvodu.

### Největší města
Údaje podle sčítání lidu z roku 2007:
- Nasinu – 87 446
- Suva – 85 691 (hlavní město, aglomerace Suva-Lami-Nasinu-Nausori 327 971 obyvatel)
- Lautoka – 52 220
- Nausori – 47 604
- Nadi – 42 284
- Labasa – 27 949
- Lami – 20 529
- Ba – 18 526
- Sigatoka – 9 622
- Savusavu – 7 034
- Vatukoula¹ – 5 558
- Navua¹ – 5 048
- Rakiraki – 4 952
- Levuka – 4 397
- Tavua – 2 388
- Deuba¹ – 1 819
- Seaqaqa¹ – 816
- Nabouwalu¹ – 592
- Korovou¹ – 349

¹) sídla bez statutu města
Další informace: Seznam měst na Fidži.

## Ekonomika

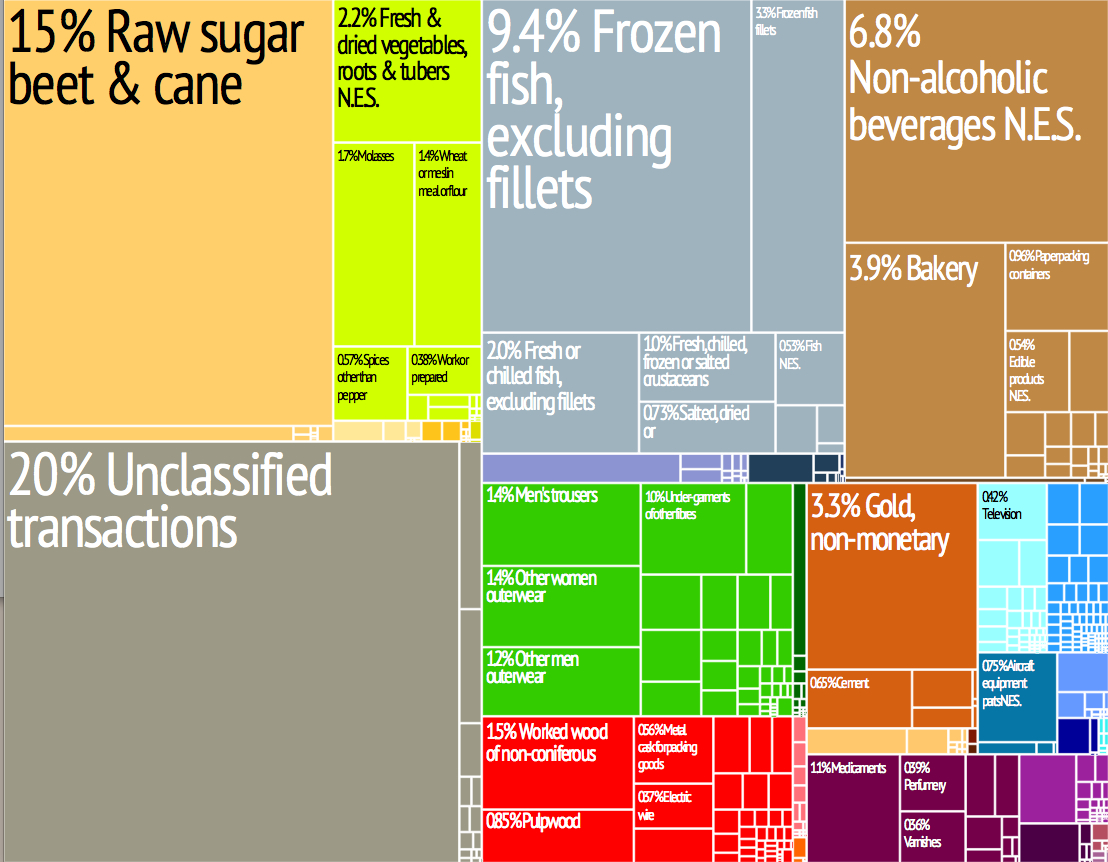
Graf exportu Fidži

### Zemědělství
Zemědělství hraje důležitou roli v ekonomice Fidži, zaměřuje se především na pěstování cukrové třtiny. Pro vývoz se pěstuje zázvor, tabák, kakao, kaučuk a káva. Z produktů se vyváží kokosový olej a kopra. Pro potřeby státu se pěstují banány, citrusy, rýže a hlízovité rostliny. Chovají se prasata, skot, koně, slepice a kozy.

### Průmysl a nerostné bohatství
Fidži patří k nejrozvinutějším státům Oceánie. Na ostrovech Viti Levu a Vanua Levu se nacházejí ložiska zlata. V zemi jsou také ložiska stříbra a měděných rud. Průmysl není příliš rozvinutý. Vyrábí se hlavně cement, barvy, laky a oděvy. Nejrozvinutějším odvětvím je potravinářský průmysl, pracují zde čtyři cukrovary, pivovary a závody na zpracování ryb a tabáku. Důlní průmysl využívá ložisek zlata, stříbra a mědi.
Energetika je založená na ropě, v poslední době však roste podíl obnovitelných zdrojů, zejména se využívá hydroenergetického potenciálu země (v roce 2010 vyrobeno 835 169 tis. kWh elektrické energie, z toho téměř 50 % ve vodních elektrárnách, zbytek v dieselelektrárnách), většina hustě obydlených území je elektrifikována. Stát se snaží se zahraniční pomocí zvyšovat výkon obnovitelných zdrojů energie (zejména výstavbou dalších vodních elektráren) a dosáhnout energetické soběstačnosti.
Export cukru a rostoucí turistický ruch, s 300 000 až 400 000 turisty ročně, jsou hlavními zdroji zahraničního obchodu. Zpracování cukru obnáší jednu třetinu průmyslových aktivit, ovládá ji státní Fidžijská cukerná společnost (FSC). Dlouhodobé problémy jsou nízké investice a problematická vlastnická práva k půdě. Politické nepokoje na Fidži způsobily krutý dopad na ekonomiku jenž znamenal propad o 2,8 % v roce 2000 a růst pouze 1 % v roce 2001. Turistický sektor se rychle zotavil, dosahujíc množství příchozích návštěvníků z doby před převratem znovu během roku 2002. Schopnost vlády ovládat rozpočet, který překročil čistý deficit 6 % v roce 2002, je závislá na návratu politické stability a důvěry investorů.

### Doprava
Na hlavních ostrovech při pobřeží je poměrně hustá síť silnic s pevným povrchem, k dopravě cukrové třtiny do cukrovarů se využívá sítě úzkorozchodné železnice (rozchod 610 mm, cca 500 km). Mezi ostrovy je významná pobřežní lodní doprava, ve vnitrozemí ostrova Viti Levu i doprava říční. Na hlavních ostrovech je rozvinutá veřejná autobusová doprava.
Letecká doprava využívá zejména mezinárodního letiště v Nadi, hlavní město má letiště u Nausori. Pro vnitrostátní dopravu se využívá řada přistávacích ploch.
Námořní doprava se soustřeďuje zejména do největšího přístavu v Suvě, další námořní přístav je v Lautoce, a menší v Levuce, v Savusavu a u Labasy.

## Obyvatelstvo

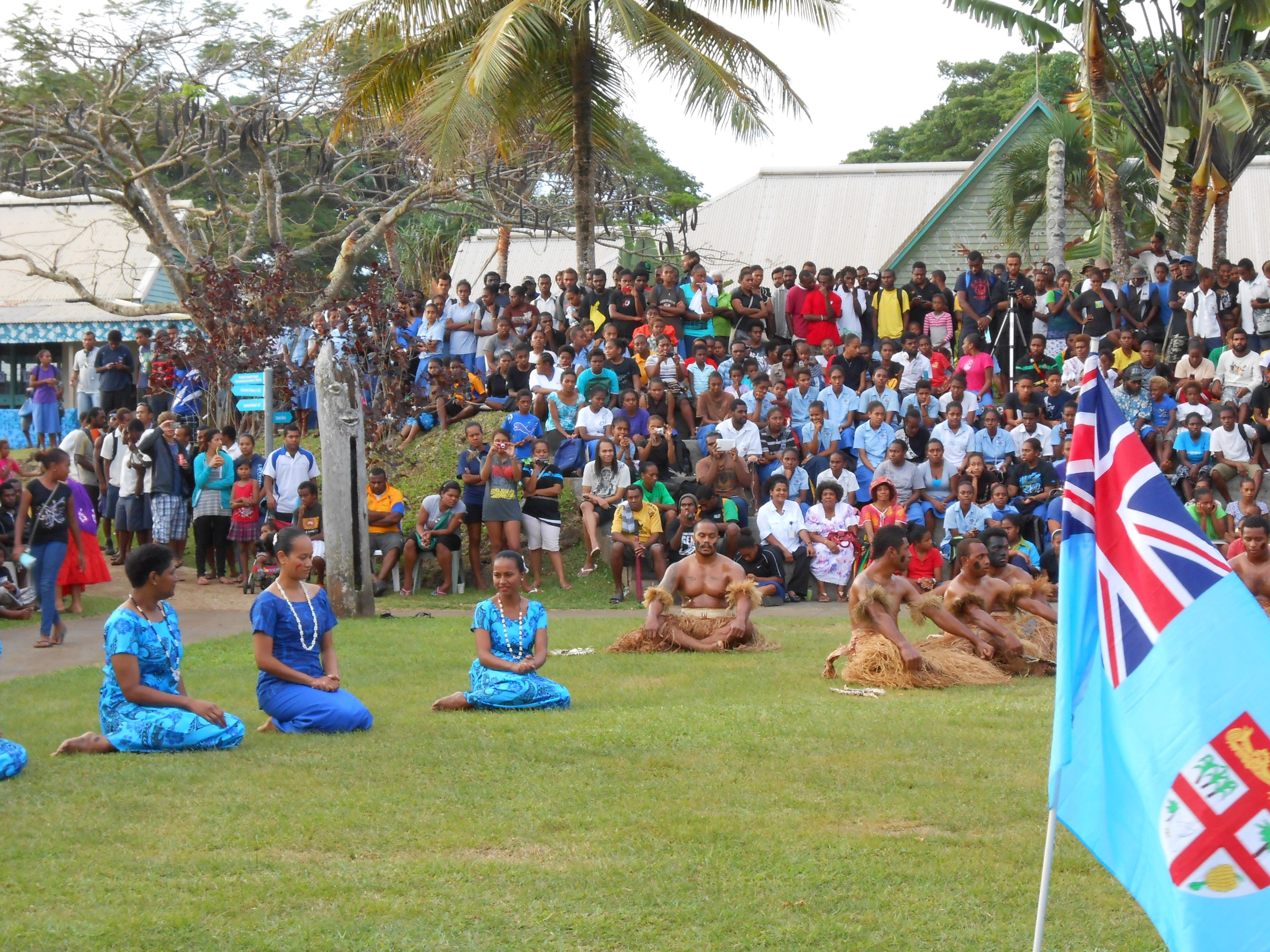
Fidžijci

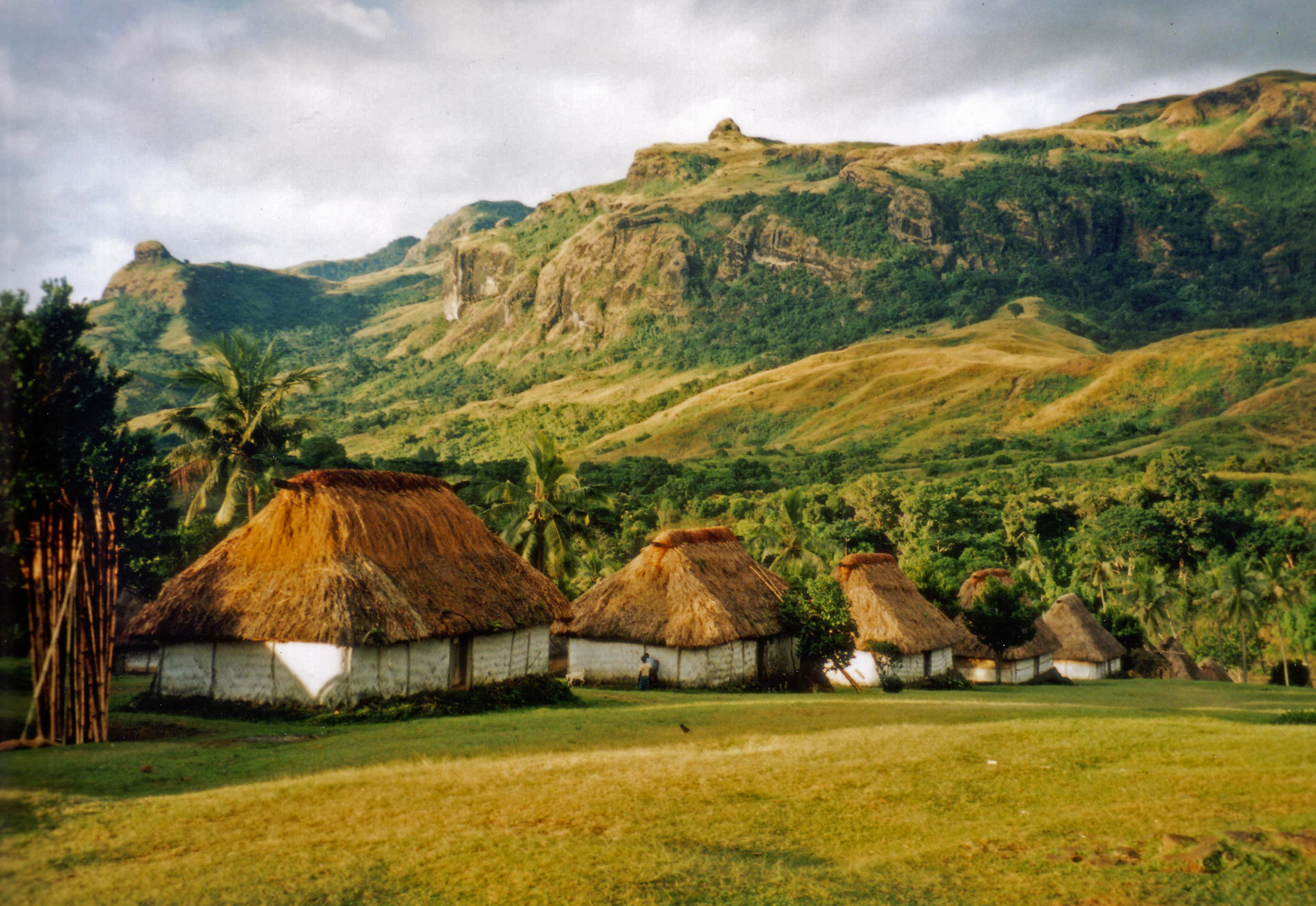
Fidžijská vesnice na vysočině Nausori

Podle posledního sčítání lidu z roku 2020 žije na Fidži 896 444 obyvatel, což je o 68 500 obyvatel více než při sčítání minulém r. 2007.
Vývoj počtu obyvatel v posledních desetiletích:
- 1976 – 588 068
- 1986 – 715 365
- 1996 – 775 077
- 2007 – 827 900
- 2020 - 896 444

V zemi převládají dvě velké národnostní skupiny. Podle sčítání z roku 2007 v zemi žije 473 983 domorodců (57 % populace), 311 591 (38 %) Indů a 42 326 (5 %) ostatních. Z hlediska náboženského zde mají převahu křesťané (52,1 % : z nich 36,2% metodisté, 9% římští katolíci, 4% Assemblies of God, vč.adventistů s.d. 2,9%, plus malé minority anglikánů a presbyteriánů), hinduisté tvoří 38 % a muslimové 8 %, též malá minorita sikhů (0,4%). Střední délka života mužů je 66,7 let, u žen 71,8 let. Většina obyvatel země sídlí na největším ostrově Viti Levu.

### Etnické skupiny
Populace Fidži se dělí na původní Fidžijce – míšence polynéských a melanéských předků (54,3 %), a Indofidžijce – indofidžijské potomky smluvních dělníků přivezených na ostrovy Brity v 19. století. Procento populace Indofidžijců se výrazně snížilo během posledních dvou desetiletí vlivem emigrace. Okolo 1,2 procent jsou Rotumané – domorodci z ostrovů Rotuma, jejichž kultura má mnohem víc společného se zeměmi jako Tonga nebo Samoa nežli se zbytkem Fidži. Jsou zde též malé, ale ekonomicky významné, skupiny Evropanů, Číňanů a dalších menšin. Vztahy mezi Fidžijci a Indofidžijci jsou od koloniálních dob pokřivené, což způsobuje napětí mezi oběma komunitami, které ovládlo politiku poslední doby. Úroveň napětí kolísá mezi rozdílnými regiony země.

### Jazyk
Tři úřední jazyky jsou ustanoveny ústavou: angličtina, jež byla zavedena zákony britské kolonie, fidžijština, jazyk etnických Fidžijců a hindština, hlavní jazyk Indofidžijců. Obyvatelé Fidži mají ústavní právo komunikovat s vládními úřady v jakémkoliv z úředních jazyků, s překladatelem poskytnutým na vyžádání.
Používání angličtiny je jedním z nejdéle trvajících odkazů na zavedení již skoro století starých britských zákonů. Angličtina je hlavním dorozumívacím prostředkem mezi oběma etniky Fidžijců a Indofidžijců, stejně tak jako komunikace obyvatel Fidži se zbytkem světa. Je to jazyk, ve kterém vláda i trestní orgány vedou většinu svých záležitostí a je též hlavním jazykem ve vzdělání a obchodě.
Fidžijština patří do austronéské rodiny jazyků. Je úzce spjata s polynéskými jazyky jako např. tonžštinou. Má mnoho dialektů, ale oficiálním standardem je bau-fidžijština.
Vedle tří oficiálních jazyků je používáno i několik dalších. Na ostrově Rotuma je to rotumanština, jež je více příbuzná polynéským jazykům než fidžijština. Některé fidžijské dialekty, zvláště na západě země, se zřetelně liší od oficiálního Bau standardu a mohly by být považovány za oddělené jazyky, mít kodifikovanou gramatiku nebo literární tradici. Mezi indofidžijskou komunitou je malá komunita hovořící gudžarátštinou a málo starších Indofidžijců stále hovoří telugštinou, tamilštinou, bihárštinou a bengálštinou.

### Náboženství
Nejrozšířenějším křesťanským vyznáním jsou metodisté. S 36,2 procenta v celé populaci (včetně skoro dvou třetin etnických Fidžijců) mají největší podíl v populaci ze všech národů. Římští katolíci (9 %), Assemblies of God (4 %) a křesťansko-synkretická Církev adventistů sedmého dne (2,9 %) jsou rovněž významné, působí zde též anglikáni a presbyteriáni (což je anglosaský směr kalvinistů – reformovaných evangelíků). Tyto i ostatní vyznání mají malý počet indofidžijských členů, křesťanství všech druhů zahrnuje 6,1 % z indofidžijské populace.
Hinduisté se většinou hlásí k sanatanské sektě (74,3 % hinduistů), nebo jsou nespecifikovaní (22 %). Malá skupina Arya Samaj zahrnuje 3,7 % fidžijských hinduistů. Muslimové jsou většinou sunnité (59,7 %), nebo nespecifikovaní (36,7 %) a dále menšinoví ahmadíjovci (3,6 %) jež jsou považováni za kacířské většinou ortodoxních muslimů.
Sikhská víra zahrnuje 0,9 % indofidžijské populace, nebo 0,4 % celkové populace. Jejich předci přišli z indického Paňdžábu.

## Kultura

### Sport
Národním sportem na Fidži je ragby. Na letní olympiádě v Rio de Janeiro 2016 dosáhlo mužstvo Fidži velkého úspěchu, když vyhrálo turnaj v sedmičkovém rugby a získalo zlatou medaili. Ve finále porazili mužstvo Velké Británie 44 : 7. Na počest vítězství byl vyhlášen státní svátek. Na letní olympiádě v Tokiu 2020 mužstvo Fidži zlatou medaili obhájilo.

## Zajímavosti

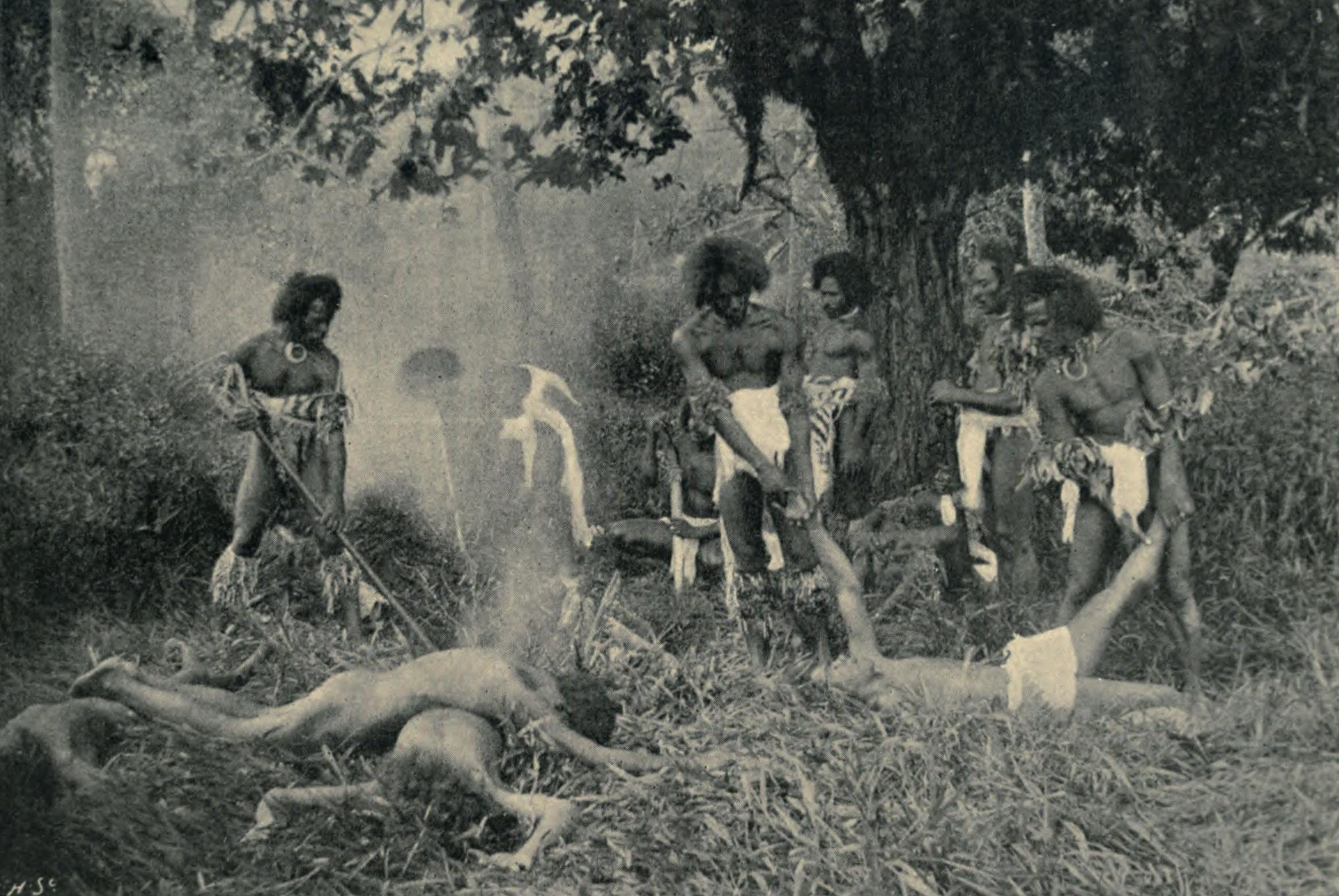
Rekonstrukce kanibalské hostiny

- Do 19. století zde domorodí obyvatelé praktikovali kanibalismus. Náčelníci trestali „konzumací“ nepřátele zabité nebo zajaté v boji, ale také vzbouřence a někdy celé neposlušné vesnice.[8] Náčelník Undre Undre si v 19. století za každého zabitého a snědeného člověka dával stranou kámen – po jeho smrti jich bylo napočítáno 872.[9]
- Před přijetím křesťanství v 19. století bývaly vdovy na Fidži rituálně usmrceny uškrcením. Na ostrově Viti Levu se nechávali rituálně uškrtit i stárnoucí lidé, protože domorodci věřili, že člověk bude v posmrtném světě stejně starý jako v okamžiku kdy zemřel.[8]
- V 19. století náčelník malého ostrova Bau využil evropské žoldnéře vybavené střelnými zbraněmi k porážce ostatních fidžijských náčelníků a ke sjednocení celého souostroví pod svou vládou.
- Epidemie spalniček neúmyslně zavlečená na Fidži britskými kolonizátory zahubila v letech 1875–76 každého třetího Fidžijce, asi 40 000 lidí.
- V čele vesnice stojí náčelník a jeho funkce je dědičná na syna.
- V televizním seriálu Červený trpaslík považuje hlavní postava Dave Lister Fidži za vysněný ráj. Kočky, které se vyvinuly z jeho Frankensteina, ho nazývají „Fušál“.